# The 4-Skins
The 4-Skins, désormais Gary Hodges' 4-Skins, sont un groupe britannique de punk rock et oi!, originaire de l'East End, à Londres, en Angleterre. Avant de sortir leur premier single, One Law for Them, The 4-skins participent aux trois premières premières compilations de oi!, avec des groupes comme Cockney Rejects, Cock Sparrer, The Business et Angelic Upstarts.

## Historique
À l'origine, les membres du groupe se connaissent grâce à des matchs de football, ou en suivant des groupes tels que Sham 69 et Menace. La plupart des quatre membres originaux du groupe sont ou étaient des skinheads. Cependant, Steve Pear s'annonçait dans le courant rockabilly  et Hoxton Tom McCourt - à cette période suedehead - est l'un des principaux participants du mod revival ,. 
Avant la sortie de leur tout premier single, One Law for Them, The 4-Skins effectuent de nombreux changements de formation pendant ses cinq ans d'existence, pour qu'au final, seul le bassiste et compositeur Hoxton Tom McCourt ne soit le dernier premier membre du groupe. Les autres membres sont Roi Pearce, autrefois chanteur du groupe The Last Resort, et Paul Swain, un guitariste qui rejoindra plus tard le groupe de white power rock Skrewdriver.
En 2008, Hodges formera une nouvelle version du groupe sous le nom de Gary Hodges' 4-Skins. Cette formation joue trois concerts – un à Berlin au festival Punk and Disorderly, d'Allentown, et l'autre au East Coast Oi Fest. Ils participent aussi au dernier jour du festival punk Blackpool Rebellion en août 2008. Deux nouvelles chansons enregistrées sont également publiées gratuitement sur la page web officielle des 4-Skins – Cum on Feel the Noize et Thanks for the Memories. Plus tard, le groupe décide de continuer à tourner et enregistrer. Le 4 avril 2010, ils publient un album studio, The Return, au label allemand Randale Records.

## Membres

### Membres actuels
- Gary Hodges - chant (1979-1981, depuis 2007)
- Graham Bacon - basse (depuis 2008)
- Tom Brennan - guitare (depuis 2008)
- Sedge Swatton - batterie (depuis 2008)

### Anciens membres
- Hoxton Tom McCourt - guitare, basse (1979-1984)
- Tony « Panther » Cummins - chant (1981-1983)
- Roi Pearce - chant (1983-1984)
- Steve « H » Harmer - basse (1979, 2007)
- Gary Hitchcock - (1979)
- Steve « Rockabilly » Pear - guitare (1980-1981)
- John Jacobs - batterie, claviers (1980-1983)
- Pete Abbot - batterie (1981-1983)
- Paul Swain - guitare (1983-1984)
- Ian Bramson - batterie (1983-1984)
- Mick Geggus - guitare (2007-2008)
- Andy Russell (2007-2008)

## Discographie

### Albums studio
- 1982 : The Good, the Bad and the 4-Skins
- 1983 : A Fistful of... 4-Skins
- 1984 : From Chaos to 1984
- 2010 : The Return

### Singles
- 1981 : One Law for Them / Brave New World
- 1981 : Yesterdays Heroes / Justice/Get Out of My Life
- 1983 : Low Life / Bread or Blood
- 2009 : The 4-Skins - Thanks for The Memories / Evil Conduct - The Way We Feel

### Compilations
- 1981 : Strength Thru Oi!
- 1987 : A Few 4-Skins More, Vol.1
- 1987 : A Few 4-Skins More, Vol.2
- 1987 : The Wonderful World of The 4-Skins
- 1989 : The Best of 4-Skins
- 1997 : The Best of The 4 Skins
- 2000 : Clockwork Skinhead
- 2000 : Singles and Rarities
- 2001 : The Secret Life of the 4-Skins
- 2003 : History of...